# Таркінська битва (1831)
Таркінська битва (в історичній літературі також облога Бурної) — битва, що відбувалася з 25 по 29 травня 1831 року, між військами Північно-Кавказького імамату і Тарковського шамхальства під командуванням імама Газі-Мухаммада і кумикського князя Іразі-бека Казаніщевського проти російських військ генерал-майора С. Каханова в рамках Шамхальського повстання 1831 року.

## Передісторія
У Тарковському шамхальстві та інших кумицьких князівствах у початкові роки Кавказької війни відбулося кілька антиросійських повстань. Причинами невдоволення були підтримка російською владою непопулярного серед кумиків Шамхальства Мехті II, який використовував військову силу Російської імперії для придушення незадоволених. У 1818—1819 роках в Дагестані вирували велике повстання ханств і вільних спільнот, в якому брали участь загони претендента на титул шамхала Умалат-бека Буйнакського, у 1823 році ним було піднято чергове шамхальське повстання. Після цих повстань було ліквідовано кумицькі феодальні володіння Бамматулінське та Мехтулінське ханство.
У Дагестані почала поширюватися ідеологія мюридизму. Перший імам Північно-Кавказького імамату Газі-Мухаммад створив суспільство шихів (праведників та проповідників), які зайнялися пропагандою ідей мюридизму серед шамхальського населення. Шамхальці стали першим ядром збройної сили першого імаму. Після поразки в Хунзахській битві Газі-Мухаммад звернув свою увагу на Шамхальство. Він закріпився в аулі Агач (Чумкескент), поповнюючи загони шамхальцями. Із прибуттям сина останнього Бамматулінського володіння Іразі-бека Казанищенського на бік Газі-Мухаммада перейшли великі кумицькі аули. Війська імама завдали поразки російським військам у битві при Атли-Боюні, що принесло велику славу імаму на Кавказі. Повстанці кинулися на фортецю Бурну.

## Хід військових дій

### Заняття Тарки та облога Бурхливої

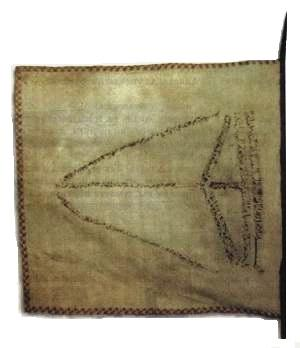
Прапор, захоплений Куринським полком у бою під сел. Тарки 29 травня 1831 року

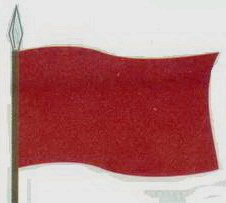
Прапор, захоплений у бою під сел. Тарки 29 травня 1831 року. Замальовано художником Х. Мусаясулом (1912)

Фортеця Бурна розташовувалася біля столиці шамхальства Тарки. Жителі Тарки, нібито підкоряючись наказам російського командування, розпочала слабку перестрілку з військом повстанців. Побоюючись зради, командування фортеці не пустило тарківців усередину Бурхливої.
Незабаром військо Казі-Мули 26 травня зайняло Тарку. Після малоактивної перестрілки обоз тарківців, розташований на горі, розділився на дві частини: одна з них попрямувала до фортеці. Натовп, що супроводжує обоз, був допущений до стін фортеці через те, що російське командування думало, що вона складається з одних тарківців, що рятуються. Проте натовп легко подолав стіни фортеці, захопивши бійниці, відкрив по гарнізону вогонь. Як пише Н. Волконський, «серед атакуючих виявилися навіть жінки, які стріляли гарнізоном з пістолетів». Гарнізон був врятований лише завдяки несподіваному вибуху льоху, який спантеличив нападників. Під час вибуху загинуло до 1000 осіб. Мюриди були вибиті з фортеці.
27-го та 28-го травня повстанці намагалися знову атакувати фортецю, але безуспішно.

### Штурм Тарки генерал-майором Кахановим
Генерал-майор Каханов, який пішов від Тарки для переслідування Газі-Мухаммада до початку бойових дій, не знав про облогу фортеці. Після отримання відомостей від шпигунів він подався до фортеці, відбиваючи атаки мюридів, які намагалися зупинити його. Повстанці зміцнилися у Тарках. Генерал-майор Каханов відкрив артилерійський вогонь по будинках, зайнятих ворогом, який, спустившись від фортеці до найближчих садів, а потім відтіснив повстанців, підібравшись до міста впритул, влаштувавши вагенбург під прикриттям двох рот піхоти та однієї гармати. Почався, за словами Н. Волконського, «знаменитий штурм грізної позиції». Почався дванадцятигодинний бій за Таркі. Як пише П. Ковалевський, Каханову доводилося брати нападом кожен уступ, кожну саклю, кожен крок. Запекла битва закінчилася поразкою повстанців. У битві загинули найкращі прихильники Казі-Мули — Іразі-бек Казаніщенський та Алі-Султан Унцукульський. Незважаючи на великі втрати серед повстанців (до 1 500 осіб), в полон вдалося лише 11 осіб, оскільки «фанатизовані натовпи імама віддавали перевагу геройській смерті ганебній неволі».

## Наслідки
Місто Тарки було повністю зруйноване. Бестужев-Марлінський називає руїни Тарки могилою, а «будинки курилися, і в багатьох лежали обгорілі трупи горян, які загинули від полум'я. Вулиці були непроїзними від убитих, у саклях і завалах вони лежали грядами».
Повстанці втратили від 1 500 убитих: найбільше постраждали в битві шамхальці. Газі-Мухаммад пішов на північ на заклик кумиків, чеченців і салатівців для облоги Раптової, але повстання в Шамхальстві продовжилося. Головний помічник Умалат-бек Кумторкалінський був проголошений шамхалом та продовжив діяти у Шамхальстві.